# Filippo il Cancelliere
(Filippo il Cancelliere, Summa De Bono, p. 7)
Filippo il Cancelliere (o Philippus Cancellarius Parisiensis; 1165 circa – Parigi, 23 dicembre 1236) è stato un religioso, teologo e filosofo francese, magister all'Università di Parigi e cancelliere alla cattedrale di Notre-Dame, autore di sermoni molto diffusi e di un'importante summa teologica.
Dal XV secolo fino all'inizio del XX secolo, l'identità del Cancelliere è stata confusa con quella di Filippo di Grève, che fu canonico di Notre-Dame e decano di Sens (1220).

## Vita
La data di nascita di Filippo si situa tra il 1165 ed il 1185. Si presume abbia compiuto gli studi a Parigi. Filippo muore il 23 dicembre 1236 ed il suo corpo riposa nella chiesa dei frati minori a Parigi.

### Cariche pubbliche
L'attività pubblica di Filippo è facilitata dall'alto rango sociale della famiglia: la nonna paterna è sorella del ciambellano e moglie di un ricco borghese ed il padre ricopre la carica di arcidiacono di Parigi.
Il nome di Filippo appare per la prima volta in un documento del 1211, in quanto arcidiacono di Noyon. Il vescovo di Noyon, Etienne de Nemours, suo parente, gli conferì questa carica probabilmente già nel 1202.
Le attività di arcidiacono sono di natura amministrativa e giudiziaria. In particolare, Filippo è coinvolto in alcune lotte per i privilegi del clero secolare, contro i canonici regolari di Prémontré e contro l'abbazia di Saint-Prix.
Nel 1217 il vescovo di Parigi, Pierre de Nemours, e papa Onorio III, permettono a Filippo di accedere alla carica di cancelliere del capitolo di Notre-Dame.
La funzione di cancelliere è al quarto rango di importanza nella gerarchia del capitolo. Egli deve sorvegliare i sigilli, spedire gli atti del capitolo dei canonici ed occuparsi di gran parte dei libri della biblioteca capitolare. Ma il privilegio principale del cancelliere è quello di conferire la licenza di insegnamento nell'università (licentia docendi), per questo motivo è scelto tra gli stessi docenti della medesima.
Parallelamente alla cancelleria, Filippo è investito dal papato della carica di giudice apostolico. Questa funzione mira a risolvere vari contenziosi ecclesiastici, sulla disciplina, le decime, ecc.

### Influsso sulla genesi dell'Università di Parigi
Come accennato, Filippo in quanto cancelliere del capitolo, può influire sull'andamento dell'Università di Parigi. Tre sono gli episodi principali che vedono protagonista Filippo nella formazione di questa istituzione.
Scomunica del corpo universitario
In primo luogo, nel 1219 l'università pretende il diritto di raccogliere dei finanziamenti senza il consenso del vescovo. Il cancelliere si schiera contro l'Università. Dopo la morte del vescovo, Filippo continua a negare questo diritto e pure rinnova la scomunica contro gli studenti ed i docenti.
A questo punto interviene papa Onorio III. Il papato appoggia le ambizioni dell'Università e sconfessa le misure prese dalla diocesi, annullando la scomunica di Filippo. Malgrado questo episodio sfavorevole, Filippo può continuare ad esercitare la sua carica di Cancelliere.
Sciopero universitario
Il secondo episodio si svolge tra il 1229 ed il 1231: si tratta del famoso sciopero universitario. Filippo cambia attitudine ed appoggia l'università con il nuovo papa, Gregorio IX; il Cancelliere si oppone quindi al reggente di Francia e al nuovo vescovo di Parigi, Guillaume d'Auvergne. Infine, la crisi si chiude con la bolla papale Parens scientiarium che sancisce e regola l'autonomia dell'Università, garantendone un lungo periodo di pace.
L'arrivo dei frati minori
Un terzo aspetto dell'azione del cancelliere in seno all'università, è l'inedito conferimento della licentia docendi a  frati minori. Grazie a Filippo, il primo domenicano ad accedere ad una cattedra di teologia è Roland de Crémon nel 1220, cui si aggiunge nel 1231, Jean de St-Gilles, mentre il primo francescano è Alexandre de Hales nel 1236.
L'entrata dei frati minori rafforza l'autonomia dell'università rispetto al vescovo di Parigi. In effetti i domenicani e francescani sono sottoposti all'autorità papale e quindi sono soggetti in misura minore al potere dei vescovi locali. Filippo conferma così il suo sostegno all'autonomia dell'Università dal vescovado.

## Opere

### Summa de Bono
L'opera maggiore del Cancelliere, Summa de Bono, è stata oggetto dell'edizione di Nicolas Wicki.

#### Datazione e originalità
Il Wicki ha finalmente risolto la questione del rapporto della Summa de Bono con il manoscritto Douai 434. Questo manoscritto presenta dei frammenti anonimi della Summa de Bono. Il Wicki, confutando puntigliosamente le tesi di P. Glorieux e di V. Doucet, sostiene che il manoscritto Douai 434 da una parte è posteriore alla Summa, dall'altra è stato compilato da un autore diverso da Filippo.
Un'altra questione è suscitata dalle alcune coincidenze tra la Summa di Filippo con la Glossa alle Sentenze di Alessandro di Hales. Il Wicki dimostra che è più probabile che Alessandro dipenda da Filippo che viceversa.
Da ciò risulta che la Summa de Bono è opera originale ed autentica di Filippo il Cancelliere, databile tra il 1225 ed il 1228.

#### Contenuto e struttura
La Summa è un vero e proprio genere letterario e teologico. Nella serie di questioni sollevate, l'autore, facendo leva sulle autorità, espone le obiezioni alla tesi, in seguito le risposte alle obiezioni ed infine la sua soluzione.
Le questioni della Summa de Bono concernono più la teologia morale che non quella dogmatica. Filippo ha sicuramente riproposto le questioni che sono state oggetto di disputa durante il suo periodo di insegnamento all'università. La peculiarità di questa Summa è l'organizzazione della materia secondo la nozione di bene.
La Summa spiegando rapporti "del bene e dell'essere, del bene e del vero, [il] bene supremo, […] l'opposizione del bene e del male [ed infine i] differenti generi di bene."  funge da "solida piattaforma teoretica per la discussione" con gli Albigesi, che in quell'epoca riaffermano un dualismo tra bene e male di stampo manicheo.
L'opera è strutturata principalmente in tre parti, precedute prima da un prologo e poi da undici questioni introduttive. Le tre parti sono le seguenti: De bono naturae, De bono in genere, e l'ultima De bono gratiae.

#### L'insegnamento sui trascendentali
Nelle undici questioni introduttive, Filippo esprime il suo insegnamento sulle proprietà trascendentali (trascendentalia) dell'essere, così chiamate a partire dal tardo Medioevo.
L'Essere (ens), l'Uno (unum), il Vero (verum) ed il Bene (bonum) sono delle proprietà generalissime (communissima), rispettivamente concetti primi (prime intentiones). Più precisamente, l'Uno, il Vero ed il Bene sono le tre condizioni concomitanti dell'Essere, e corrispondono rispettivamente alla causa efficiente, formale, e finale.
Unum
L'unità è una determinazione dell'Essere perché solo l'Unità può garantire l'inseparabilità all'Essere in ciò che è. "Sed efficientis est facere esse; quare unum secundum rationem unius, cum sit unum et unum in efficiendo." In questo senso è causa efficiente, perché fa sì che la cosa che è (quod est) esista (esse).
Veritas
La veritas è concepita come verità ontologica: "veritas est indivisio esse et eius quod est". La verità è l'unità dell'Essere con la cosa concreta che esiste. La verità garantisce che la cosa concreta (quod est) possegga l'Essere (inteso come causa formale).
Bonum
La definizione del Bene secondo Filippo è la seguente: "bonum est habens indivisionem actus a potentia simpliciter vel quodam modo." Il bene è ciò che ha l'unità dell'atto con la potenza, in assoluto o secondo un certo modo. Il bene è tale nella misura che è Essere (inteso come causa finale).
Convergenza delle tre proprietà
Con una mirabile sintesi giunge alla definizione di convergenza tra le tre proprietà. 
«Bonum et ens convertuntur, quia quidquid est ens, est bonum et e converso. Sed ens rationem non habet definitivam; ergo nec bonum» .
«Verum et bonum convertuntur. Omne enim quod est, in eo quod est verum est, et in eo quod est
bonum est. Ergo si est verum, est bonum et e converso» .

### Opere minori
Le opere minori comprendono sermoni e poemi.
La predicazione è un compito proprio al rettore della facoltà di teologia. Il Cancelliere (pure rettore) è annoverato tra i predicatori più celebri ed apprezzati del suo tempo. Ci sono pervenuti circa quattrocento sermoni compiuti ed un insieme di canovacci su vari temi tratti dai Salmi (Distinctiones super Psalterium).
Filippo è autore di poemi profani e liturgici in latino e francese. È stato considerato come il miglior poeta latino del XIII secolo, ma l'autenticità dell'attribuzione di numerosi testi non è ancora stabilita con certezza.

## Fonti utilizzate dal Cancelliere
Le fonti a cui Filippo ha attinto.
Sacre scritture
Le Sacre scritture sono citate principalmente dalla Vulgata della Bibbia parigina secondo l'organizzazione del testo introdotta da Etienne Langton.
Padri della Chiesa
I padri latini citati sono i santi: Agostino, Ilario, Ambrogio, Girolamo, Gregorio Magno, Isidoro. Tra questi, il Cancelliere ha privilegiato Agostino.
Filippo accede pure al pensiero di alcuni padri greci, quali Origene, S. Basilio Magno, S. Giovanni Crisostomo, Pseudo-Dionigi, Giovanni Damasceno.
Filosofi antichi
Il Cancelliere attinge pure dalla filosofia aristotelica, recentemente tramandata da Avicenna e Ibn Gabirol, che integra con il platonismo di Porfirio e Macrobio e del Timeo di Platone.
Filippo cita diverse opere di Aristotele: quelle della logica vetus (Categorie, Peri Hermeneias), quelle della logica nova (Analitici I e II, Elenchi sofistici, e i Topici), quelle dei libri naturales  (Fisica, De caelo et mundo, De generatione et corruptione, De anima e Parva naturalia). Il Cancelliere menziona pure la Metafisica (nella versione vetustissima e vetus) e l'Etica Nicomachea (nella versione vetus).
Autori medievali
Nella Summa de Bono Filippo valorizza alcune grandi figure del XII secolo come Anselmo di Canterbury, Bernardo di Chiaravalle, Ugo e Riccardo di Saint-Victor e Pietro Lombardo. Infine attinge pure dall'opera di autori del XIII secolo come Alfred de Sareshel, e Guillaume d'Auxerre.

## Influenza
Gli autori che hanno usufruito dell'opera del Cancelliere sono: Jean de la Rochelle, Oddone di Rigaud, sant'Alberto Magno, Vincenzo di Beauvais, Guillaume Peyraut. Un'influenza dottrinale si riscontra pure in san Bonaventura e san Tommaso d'Aquino.
Inoltre, l'originale idea di strutturare una vasta materia dottrinale attraverso la nozione di bene è stata ripresa nel De Bono e nel Commento sull'Etica Nicomachea di sant'Alberto Magno e nel De sommo bono di Ulrico di Strasburgo.